# Oro alla Patria

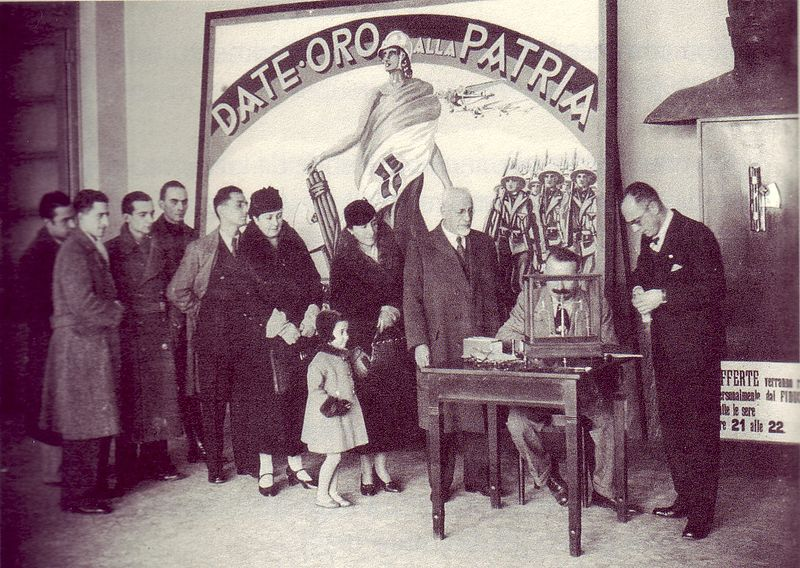
Don des anneaux d'or à Milan en 1935.

Oro alla Patria (Or à la Patrie) est un événement national organisé par le régime fasciste le 18 décembre 1935.
Au cours de cet événement, les Italiens ont été appelés à « donner de l'or à la Patrie ».

## Histoire

### Sanctions

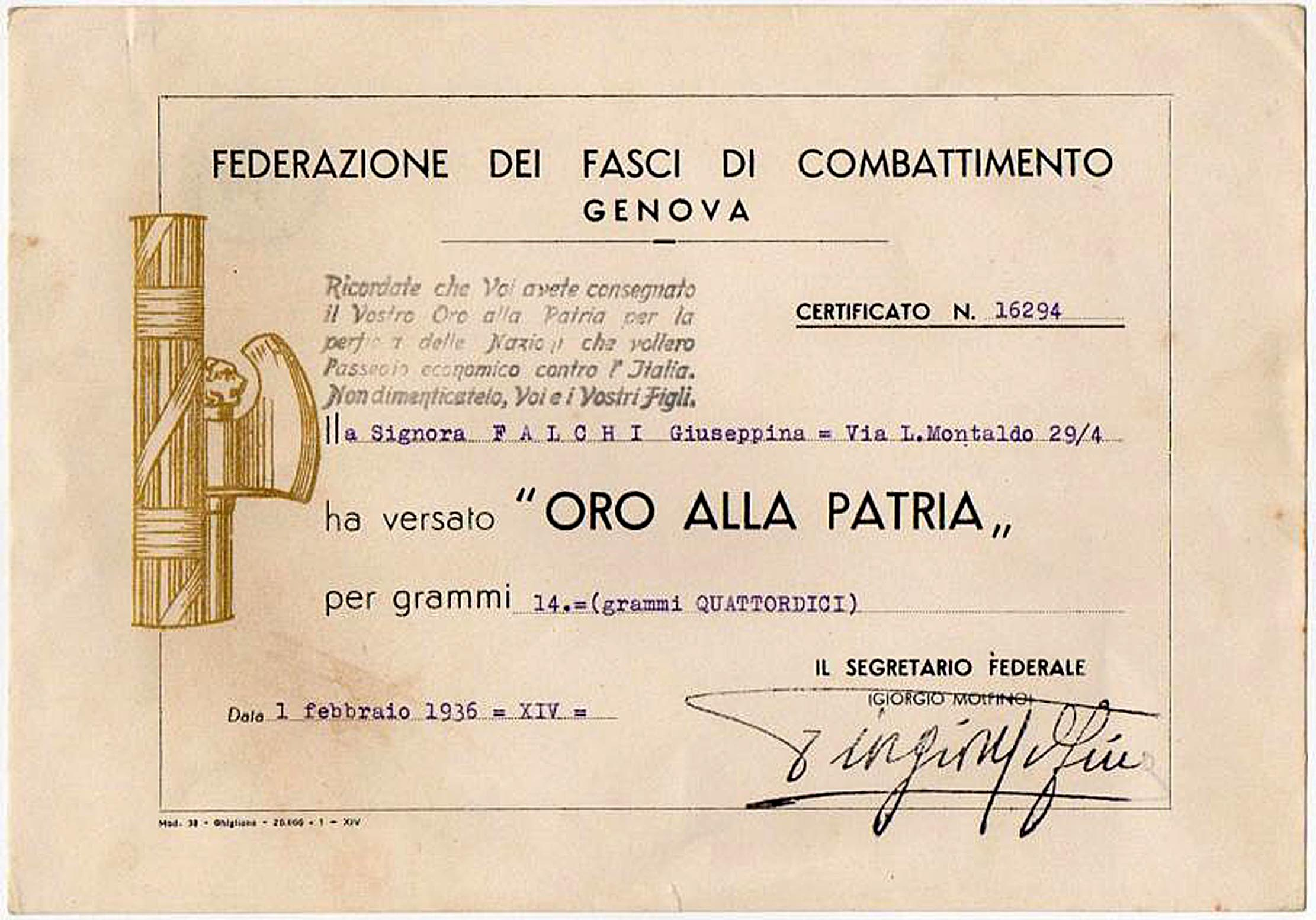
Reçu de la section de Gênes du Parti fasciste attestant le don d'une alliance en or à la patrie.

Le 3 octobre 1935, après l'incident d'Ual Ual Ual, le royaume d'Italie attaque et envahit l'Éthiopie. Le 6 octobre, la Société des Nations condamne officiellement l'attaque italienne et quatre jours plus tard, l'assemblée crée un comité de dix-huit membres pour étudier les mesures à prendre contre l'Italie. Le 3 novembre, les sanctions discutées par le comité sont approuvées, l'entrée en vigueur étant prévue pour le 18 du même mois.
Les sanctions manquent d’efficacité, car de nombreux pays ne sont pas membres de la Société et de nombreux membres, y compris certains des plus importants, ne tiennent pas strictement compte de ces dispositions. Les sanctions interdisent l'exportation de produits italiens et interdisent à l'Italie d'importer des matières utiles à des fins militaires, mais ne concernent pas des matières d'importance vitale, comme le pétrole et le charbon, que l'Italie ne possède pas,. La Grande-Bretagne et la France ont fait valoir que l'impossibilité de fournir du pétrole à l'Italie peut facilement être contournée en s'approvisionnant auprès des États-Unis d'Amérique et de l'Allemagne nazie, qui ne sont pas membres de la Société. Les États-Unis, en effet, tout en condamnant l'attaque italienne, ont jugé inapproprié que les sanctions fussent votées par des nations aux empires coloniaux comme la France et la Grande-Bretagne.

### La Giornata della fede

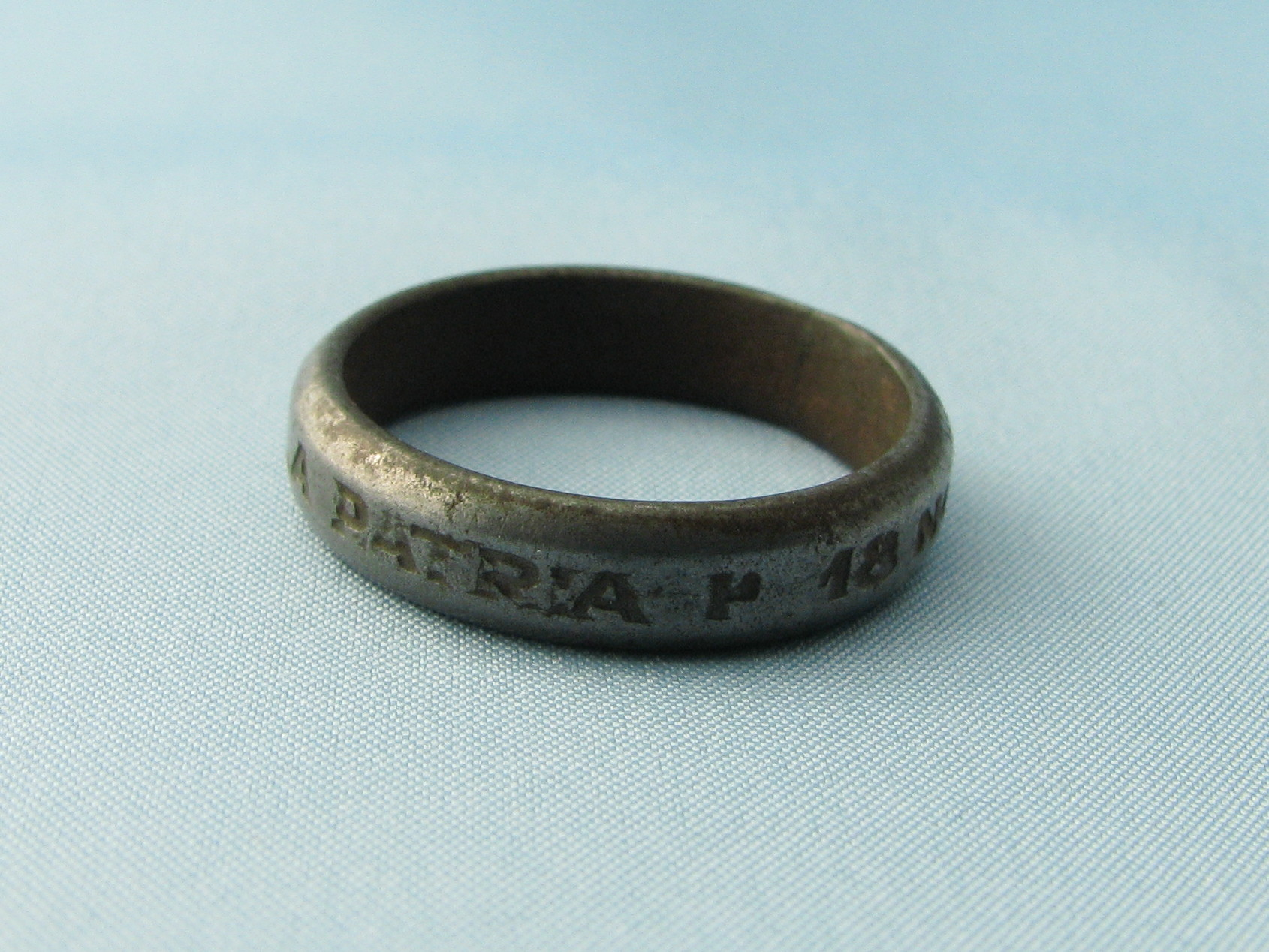
Bague en fer offerte en échange à l'alliance en or « donnée à la patrie »

Le vote des sanctions, même légères, fait exploser le ressentiment des citoyens italiens contre la Société des Nations, provoquant la mobilisation interne. Ainsi, commence la collecte des métaux utiles à la cause de la guerre. L'Italie lance la campagne « De l'or à la patrie » et un mois après la délibération de la Société des Nations, le 18 décembre, est proclamée Giornata della fede (« Journée de la foi »), provoquant une mobilisation importante et spontanée des gens qui, en offrant leurs alliances, assument les coûts de la guerre.
La cérémonie principale a lieu à l'autel de la Patrie à Rome. La première à donner son alliance avec celle de son mari est la reine Hélène de Monténégro,, suivie par Rachele Mussolini et de nombreux habitants de Rome. L'épouse de Mussolini se souvient dans ses mémoires qu'elle avait aussi donné un demi-kilo d'or et deux quintaux et demi d'argent, fruit des dons reçus de son mari comme chef de l'État. Rien qu'à Rome, plus de 250 000 alliances sont collectées, et à Milan environ 180 000,.
De nombreuses personnalités faisant autorité à l'époque, même parmi celles qui n'ont pas soutenu le régime, décrivent la cérémonie comme « la plus haute expression du patriotisme de masse italienne de tous les temps ». Il a d'illustres donateurs : la reine Hélène donne son alliance, le roi des barres d'or et le prince Umberto le collier de Très Sainte Annonciade, mais aussi Guglielmo Marconi (l'alliance et sa médaille de sénateur), Luigi Pirandello (la médaille du prix Nobel) et Gabriele D'Annunzio (alliance et une caisse d'or). Luigi Albertini et Benedetto Croce font don des médailles de sénateurs. Les hiérarchies ecclésiastiques ont également invité le clergé à participer à la campagne.
Ceux qui ont donné leur alliance d'or reçoivent en échange une alliance de fer portant les mots « ORO ALLA PATRIA - 18 NOV.XIV ».

### Utilisation de l'or
Il est collecté au total 37 tonnes d'or et 115 tonnes d'argent qui sont envoyées à la Monnaie de l'État comme patrimoine national.
Deux cruches pleines d'alliances sont retrouvées le 27 avril 1945 par la 52e Brigade Garibaldi « Luigi Clerici » parmi les richesses des hiérarques fascistes en fuite avec Mussolini.